# در (قبيلة)
دِر (بالصومالية: Dir) هي واحدة من أكبر وأبرز القبائل الصومالية في القرن الأفريقي. كما تعتبر أقدم سلالة صومالية سكنت المنطقة. يعيش منتميها في جيبوتي والصومال وإثيوبيا (المنطقة الصومالية وهرر ودير داوا وأوروميا وعفر) وشمال شرق كينيا (المحافظة الشمالية الشرقية).

## أصولها
يرجع نسب الدِر إلى عقيل بن أبي طالب (حوالي 580 - 670 أو 683م) مثل الغالبية العظمى من القبائل الصومالية، ابن عم النبي محمد (حوالي 570 - 632م) والأخ الأكبر لعلي بن أبي طالب (حوالي 600 - 661م) وجعفر بن أبي طالب (حوالي 590 - 629م). هذا ويرجع نسبهم إلى عقيل عبر صمالي [الإنجليزية] (مصدر اسم «صومالي»)، الجد المزعوم للعشائر الرعوية الشمالية مثل الدِر، وهوية، ومن ناحية الأم عبر بني إسحاق ودارود. على الرغم من أن ادعاءات النسب هذه ما هي إلا قصص لا يمكن تأكيدها تاريخياً، فإنها تعكس الاتصالات الثقافية طويلة الأمد بين الصومال (وخاصة، وإن لم يكن حصرياً، الجزء الشمالي منها، أرض الصومال) وجنوب الجزيرة العربية.

## تاريخها
يعود تاريخ اعتناق الدِر للإسلام إلى 1400 عام. يُعرف مسجد يسمى مسجد القبلتين في زيلع، إحدى مدن الدِر، بأنه الموقع الذي بنى فيه الصحابة الأوائل للنبي مسجداً بعد فترة وجيزة من الهجرة الأولى إلى الحبشة. انتشر اعتناق الإسلام على نطاق واسع في شبه الجزيرة الصومالية بحلول القرن السابع، في قبيلة الدِر أولاً ثم في بقية البلاد.
كانت سلطنة عدل المبكرة (من القرن التاسع إلى القرن الثالث عشر) سلطنة حصرية عاصمتها زيلع. وقد أسست عشيرة جارسو، وهي فرع من الدِر، سلطنة داوارو [الإنجليزية] التي يقع مركزها في مرتفعات هرارغي خلال القرن العاشر.
دِر هي واحدة من أقدم القبائل في القرن الأفريقي. وفقاً للتاريخ الإسلامي، كانت دِر تحكم اثنتين من أقدم الممالك في المنطقة الشمالية؛ سلطنة عفت وسلطنة عدل.
تمثل دِر، جنباً إلى جنب مع العشائر المتفرعة منها؛ أكيشو وغُرغُرا وعيسى وجادابورسي، شجرة العشائر الصومالية الأكثر أصالة في هرر.
كانت مدينة دير داوا تسمى في الأصل دير دابي وكانت جزءاً من سلطنة عدل خلال العصور الوسطى واستوطنتها الدِر حصرياً وهي قبيلة صومالية رئيسية. ولما تدهورت سلطنة عدل، استغل الأورومو الأمر وتمكنوا من اختراق المدينة والاستقرار في هذه المناطق واستيعاب بعضاً من عشيرة غُرغُرا المحلية أيضاً.
شكلت قبيلة دِر الصومالية العنصر السكاني السائد عادةً في مرتفعات هاراغي خلال العصور الوسطى حتى انهيار سلطنة عدل، استغل الأورومو السلطنة المتدهورة وقرروا غزو مرتفعات هاراغي واحتلالها واستيعاب السكان الصوماليين الأصليين من غُرغُرا وبورسوق الذين كانوا جميعاً بطون فرعية لقبيلة دِر وهي شجرة قبلية صومالية رئيسية واتحدوا لاحقاً في قبائل أورومو العرقية، قبائل عفران قالو.
كانت الدِر من أنصار الإمام أحمد بن إبراهيم الغازي أثناء غزوه للحبشة في القرن السادس عشر. وخاصة غرغرا وعيسى وبورسوق وجادابورسي. في كتابه فتوح الحبش الذي يوثق هذه الحملة في العصور الوسطى، يشير المؤرخ شهاب الدين إلى أن الآلاف من مقاتلي الدِر شاركوا في جيش الإمام أحمد في سلطنة عدل.
كما قادت قبيلة الدِر ثورة ضد الإيطاليين خلال الفترة الاستعمارية. قادت عشيرة بيمال من الدِر هذه الثورة بالأساس. تشتهر عشيرة بيمال على نطاق واسع بقيادتها للمقاومة ضد المستعمرين في جنوب الصومال. قاومت عشيرة بيمال بعنف فرض الاستعمار وقاتلت المستعمرين الإيطاليين في الصومال الإيطالي في حرب استمرت عشرين عاماً تُعرف بثورة بيمال حيث اغتال العديد من محاربيهم العديد من الحكام الإيطاليين. يمكن مقارنة هذه الثورة بحرب الملا المجنون في أرض الصومال. تعيش بيمال غالباً في الصومال والمنطقة الصومالية في إثيوبيا، حيث تقطن عشيرتها الفرعية جادسن فيهما بالأساس وفي المحافظة الشمالية الشرقية في كينيا. أفراد بيمال من الرعاة وكانوا أيضاً تجاراً ناجحين خلال القرن التاسع عشر. وانخرطوا في حروب متعددة خلال القرن التاسع عشر، مع عشيرة غلدي، ِِوالتي انتصروا فيها.

## المنشورات التاريخية
- بقية الأعمال في طريق الصومال (بالصومالية: Bughyaat al-amaal fii taariikh as-Soomaal)، نشر في مقديشو، شريف عيدروس شريف علي
- التاريخ السياسي لشبيلي السفلى، د. محمد أبوبكر مهاد (غايتانو)